# Herbert Kalmus
Herbert Thomas Kalmus (9 de noviembre de 1881–11 de julio de 1963) fue un científico estadounidense que tuvo un papel clave en el desarrollo del cine en color. Kalmus fue el cofundador y presidente de la Technicolor Motion Picture Corporation.

## Biografía
EN 1904, Kalmus obtuvo una licenciatura del Massachussetts Institute of Technology. Consiguió su doctorado en la Universidad de Zúrich y después enseñó física, electroquímica y metalurgia en el MIT y en Queen's University, en Ontario, Canadá. 
El 23 de julio de 1902, Kalmus se casó con Natalie Kalmus, que se convertiría en la coordinadora de color de casi todas las películas de imagen real de Technicolor estrenadas entre 1934 y 1949. A pesar de su divorcio en 1922 tras 20 años de matrimonio, siguieron viviendo juntos y apareciendo como marido y mujer hasta 1944. En 1949, contrajo matrimonio con Eleanore King.
En 1912, Kalmus y Daniel Comstock, con quien se había graduado en el MIT, crearon Kalmus, Comstock, and Wescott, una empresa de investigación industrial y desarrollo, junto al mecánico W. Burton Wescott, que abandonó la compañía en 1921. Cuando la empresa fue contratada para analizar el sistema de películas sin parpadeos (flicker-free) de un inventor, ambos se interesaron por le arte y la ciencia del cine y, en concreto, con los procesos del cine en color, lo que dio lugar a la incorporación del Technicolor en 1915. La mayoría de las patentes de Technicolor fueron obtenidas por Comstock y Wescott, mientras que Kalmus actuó principalmente como presidente y director ejecutivo. 
La ahijada de Kalmus, que más tarde sería su hijastra, Cammie King, actuó como Bonnie Blue Butler en la película Lo que el viento se llevó (1939). La autobiografía de Herbert Kalmus, Mr. Technicolor (ISBN 1882127315), fue publicada en 1993.

## Legado
- Kalmus tiene una estrella en el Paseo de la fama en Hollywood, California.
- Kalmus Beach, una playa en Hyannis, Massachussetts, fue nombrada en su honor.